# Estadio ST Center
El Estadio ST Center es un pequeño estadio de fútbol. Está ubicado en la localidad de Santa Teresita de Aserrí, San José, Costa Rica
Este inmueble previamente fue una cancha abierta  para el fútbol aficionado. En 2007, y gracias a la inversión del señor Minor Vargas (empresario costarricense) y su Grupo Icono, se logró un acuerdo con la Municipalidad del cantón para convertirlo en un estadio de calidad, a pesar de sus reducidas dimensiones. 
El ST Center cuenta con una gramilla sintética, graderías para 2500 personas (aunque puede aumentarse dependiendo del evento) y además, posee iluminación artificial.
Ha sido sede de clubes de Primera y Segunda División de Costa Rica, como Brujas Fútbol Club (equipo hoy desaparecido), Asociación Deportiva Barrio México y el Aserrí Fútbol Club.
En la actualidad, el estadio es administrado por los hijos de Minor Vargas, gracias a los contratos todavía vigentes con la Asociación de Desarrollo de Santa Teresita de Aserrí.